# Manjakandriana (district)
Manjakandriana is een district van Madagaskar in de regio Analamanga. Het district telt 193.440 inwoners (2011) en heeft een oppervlakte van 1.660 km², verdeeld over 23 gemeentes. De hoofdplaats is Manjakandriana.